# يوجين مونرو
يوجين مونرو (بالإنجليزية: Eugene Monroe)‏ هو لاعب كرة قدم أمريكية أمريكي، ولد في 18 أبريل 1987 في بلينفيلد في الولايات المتحدة.

## وصلات خارجية
- الموقع الرسمي
- يوجين مونرو على موقع مرجع كرة القدم المحترفة.كوم (الإنجليزية)